# Obusier de 400 mm
L'obusier de 400 mm est une pièce d'artillerie lourde sur voie ferrée de l'Armée française utilisée pendant la Première Guerre mondiale pour détruire les positions puissamment fortifiées. Ce fut le plus gros calibre utilisé au combat par l'armée de terre française.
Deux modèles de ces obusiers furent produits : d'une part les huit 400 mm modèle 1915 sur affût à berceau qui frappèrent les retranchements allemands sur la Somme, à Verdun et près de Reims en 1916-1917, d'autre part les quatre 400 mm modèle 1916 sur affût à berceau qui furent livrés à l'automne 1918 et donc furent peu employés. Ils furent de nouveau mobilisés en 1940, pour être tous capturés ou livrés. L'Armée allemande les envoya tirer sur le front de l'Est.

## Conception
Deux mois après le début de la Première Guerre mondiale, le front occidental se fige et les troupes s'enterrent. Dans cette guerre de tranchées s'apparentant à une gigantesque guerre de siège, l'artillerie lourde prend subitement un rôle considérable. En France, après avoir déployé le long du front l'artillerie des places (la « barrière de Bange ») et l'artillerie côtière, on envisage d'utiliser à leur tour les énormes canons de marine pour former l'« artillerie lourde à grande puissance » (ALGP).
Le 22 juillet 1915, à la demande du GQG français, le ministère de la Guerre passe commande de huit pièces d'artillerie au calibre 400 mm : cette arme très puissante est destinée à frapper les points les mieux retranchés du front allemand. Il s'agit d'avoir une sorte d'équivalent français des obusiers de 420 mm allemands (grosse Bertha) qui avaient fait leurs preuves contre les forts belges de Liège et ceux français de Maubeuge et de Manonviller. Pour gagner du temps sur la période d'étude et de mise au point, il fut décidé d'utiliser des gros canons déjà existant pris sur des navires désarmés.
Étant donné la masse considérable du tube, dépassant largement les capacités de transport des attelages hippomobiles et même des gros tracteurs d'artillerie, les concepteurs font le choix de l'affût-truck (c'est-à-dire un wagon spécial). Plutôt qu'utiliser le freinage le long de la voie ferrée pour supporter le recul (tel que sur un « affût à glissement ») et pour permettre un champ de tir jusqu'à 65° en vertical, la méthode de l'« affût en berceau » fut privilégiée, nécessitant la construction pour chaque position de tir d'une plateforme au-dessus d'une fosse. Le résultat est une arme coûteuse (d'autant que les matières premières manquent), dépendante du réseau ferroviaire, difficile à mettre en position (il faut deux jours pour construire la plateforme de tir, plus une heure pour mettre en batterie), avec une cadence de tir lente, d'une portée assez moyenne pour l'époque (vitesse initiale modeste et angle de tir élevé), mais avec une très bonne précision et surtout un énorme pouvoir de destruction des ouvrages fortifiés.

### Production
Pour répondre à cette commande, la Compagnie des forges et aciéries de la marine et d'Homécourt (plus connue par son principal site de production :  Saint-Chamond) réutilise les canons de 340 mm modèle 1887 construit par la fonderie de Ruelle pour le cuirassé Brennus, ainsi que pour les garde-côtes Valmy et Jemmapes, trois unités désarmées car périmées. Six de ces tubes sont raccourcis et réalésés au calibre 400 mm pendant l'année 1915, puis trois autres au début de 1916. Sur ces neuf tubes, huit sont montés chacun sur un affût-truck, c'est-à-dire un wagon-poutre monté sur deux bogies, l'un avec six essieux à l'avant et l'autre avec quatre à l'arrière ; le neuvième tube sert de pièce d'essai sur le polygone de tir de Gâvres.
Une seconde commande est passée durantle mois de janvier 1917 pour quatre autres exemplaires et trois tubes de rechange. Saint-Chamond utilise cette fois-ci des canons de 340 mm modèle 1912 qui devaient servir à armer les cuirassés de la classe Normandie, navires jamais terminés. Les deux modèles ont les mêmes caractéristiques et tirent les mêmes projectiles. En cas d'usure importante du tube, un réalésage était prévu au calibre 415 mm, mais ces pièces ne furent pas utilisées de façon intensive.

### Organisation des batteries
Les obusiers de 400 mm armèrent en 1916 quatre puis en 1918 six batteries, chacune armée avec deux pièces. Chacune de ces pièces se déplace sous forme d'un train de 11 wagons et 260 mètres de long, composé d'une locomotive, d'un affût-truck, d'un wagon aux armements, d'un wagon plateforme, d'un wagon à combustibles, de wagons à personnel et de wagons à munitions (à raison de 12 coups chacun).
Chaque batterie est commandée par un capitaine d'artillerie, avec un lieutenant pour adjoint et un effectif total de 125 hommes.

## Emplois

### Première Guerre mondiale

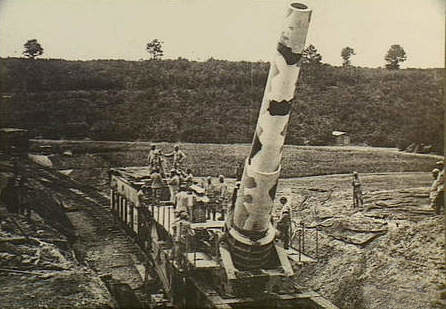
Pièce en position de tir dans le ravin d'Harbonnières, pendant la bataille de la Somme, le 29 juin 1916 guerre mondiale.

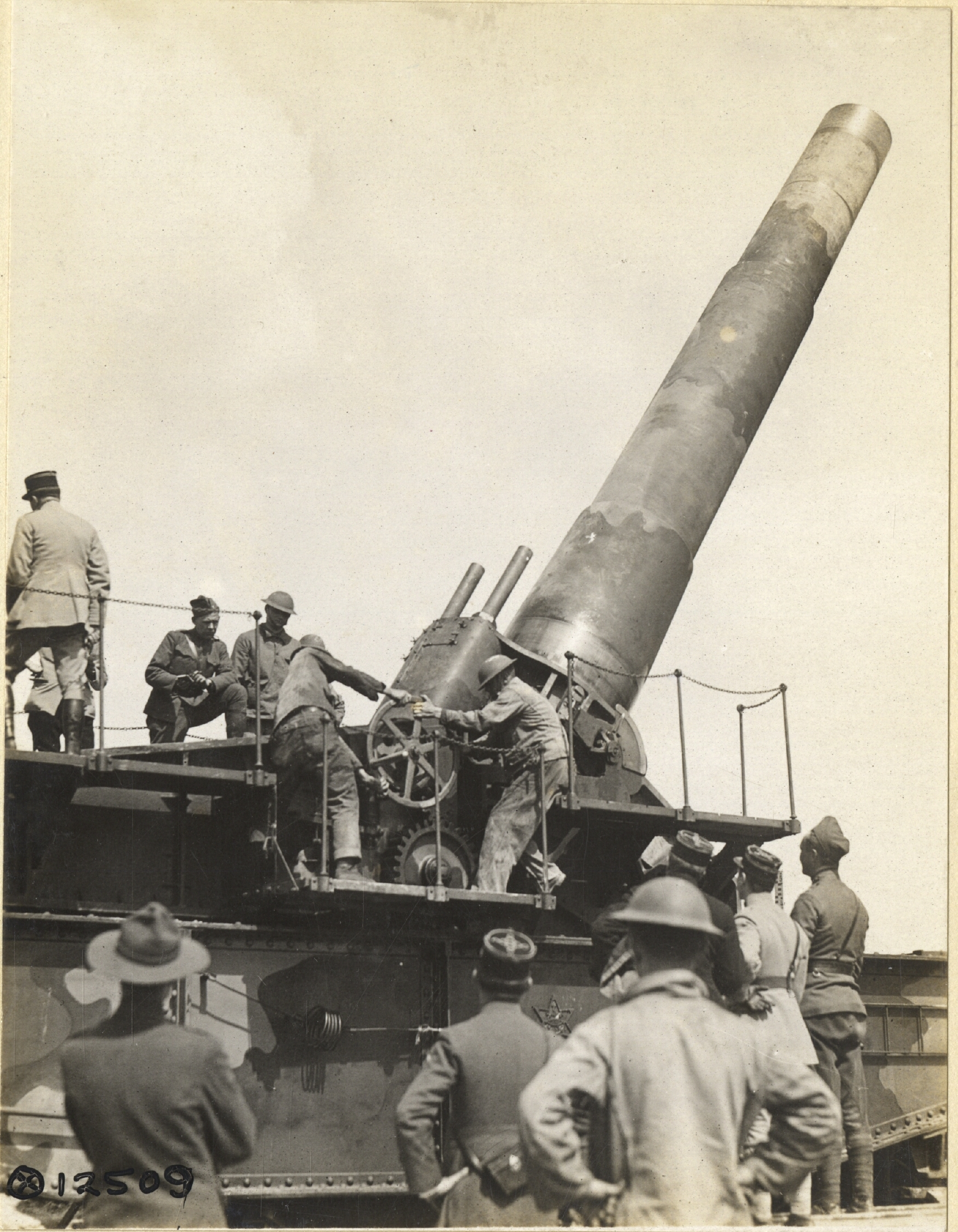
Pièce du d'artillerie côtière américain au nord de Mailly-le-Camp le 15 mai 1918 guerre mondiale.

Le premier emploi des obusiers de 400 mm fut pendant les derniers jours de la préparation d'artillerie de la bataille de la Somme. À partir du 30 juin 1916, ils pilonnèrent le ravin de Morcourt et réduisirent à état de ruines les villages fortifiés d'Herbécourt, Estrées et Belloy-en-Santerre.
Deux obusiers (ceux de la 77e batterie du 3e régiment d'artillerie à pied) furent ensuite déployés à Baleycourt dans le cadre de la bataille de Verdun pour participer à la préparation de la contre-offensive française à partir du 21 octobre 1916, frappant le fort de Douaumont puis celui de Vaux. Le 23, sur la cinquantaine d'énormes obus français frappant ce fort, six perforent les mètres de béton, de terre et de maçonnerie : le premier explose dans l'infirmerie ; un autre dans le couloir ; trois autres défoncent chacun une casemate de la caserne ; un dernier atteint un dépôt du génie, déclenchant un incendie. Les explosions et les gaz toxiques obligent la garnison allemande à évacuer le fort, permettant aux Français de le réoccuper le lendemain.
En avril 1917, l'offensive française sur le Chemin des Dames s'accompagne d'attaques au nord de Reims. La préparation d'artillerie frappe notamment les forts de Brimont, de Witry-lès-Reims et de Berru, ainsi que les tunnels et abris sous le mont Cornillet et le Mont-sans-nom. Le 20 mai 1917, un des obus de 400 mm, tirés de Mourmelon-le-Petit, tombe dans une des cheminées d'aération de l'ouvrage souterrain du mont Cornillet et explose dans la galerie : plus de 400 Allemands moururent de l'explosion, d'asphyxie ou lors de la panique.
Quatre obusiers de 400 tirèrent pour préparer l'offensive française d'août 1917 sur la rive gauche du champ de bataille de Verdun, visant les entrées du Kronprinz Tunnel près du Mort-Homme.
Les obusiers sont encore utilisés pour l'attaque de la Malmaison, frappant à partir du 23 octobre 1917 les creutes et les galeries souterraines des carrières aménagées en abris par les troupes allemandes.
Le 53e régiment d'artillerie côtière (en) américain reçoit également en 1918 deux des obusiers de 400.

### Seconde Guerre mondiale
En 1939, les obusiers de 400 mm sont remis en état et réaffectés à des batteries. Les unités de l'ALVF sont déployées comme artillerie d'armée sur des positions aménagées derrière les secteurs les plus puissants de la ligne Maginot (en Lorraine et en Alsace), mais aucun tir n'est effectué[réf. nécessaire], faute d'objectif assez fortifié pour justifier d'être pilonné par les 400 mm. En juin 1940, plusieurs pièces sont capturées par les troupes allemandes à cause des coupures du réseau ferré ; les autres sont livrées après l'armistice.
Les obusiers de 400 mm furent renommés par les Allemands 40 cm Haubitze (Eisenbahn) 752 (f). Deux batteries (no 693 et 696) furent constituées avec trois pièces chacune et engagées lors du siège de Léningrad.
D'autres pièces encore plus imposantes furent montées sur voie ferrée. En février 1916 fut lancée l'étude d'une pièce française encore plus puissante, l'obusier de 520 mm modèle 1916 sur affût à glissement, dont le développement était confié à Schneider et dura jusqu'à la fin de la guerre, empêchant son emploi sur le front ; deux de ces obusiers furent construits, le premier explosa le 27 juillet 1918 lors d'un essai à Saint-Pierre-Quiberon, le second renommé par les Allemands « 52 cm Haubitze (Eisenbahn) 871 (f) » fit de même le 5 janvier 1942 près de Léningrad (ses restes furent capturés par les Soviétiques en janvier 1943). Pour la Seconde Guerre mondiale, les Britanniques réutilisèrent deux pièces de marine de 18 pouces (soit 457,2 mm) sur voie ferrée, les Allemands le 80 cm Kanone (E) Schwerer Gustav et les Soviétiques des tubes de 406 et 500 mm.